# 우마지촌 (교토부)
우마지촌(일본어: 馬路村)은 일본 교토부 미나미쿠와다군에 설치되었던 정이다.